# Batalla de Calaf
La batalla de Calaf, també anomenada batalla de Prats del Rei va ser una batalla de la Guerra Civil catalana que va tenir lloc el 28 de febrer de 1465 entre Els Prats de Rei i Calaf. La victòria va ser per al bàndol realista de Joan II d'Aragó i els capitans de l'exèrcit de Pere de Portugal van ser fets presoners, encara que el mateix Pere va aconseguir escapar-se disfressat en caure la nit.
El 1464, després del fracàs amb Enric IV de Castella, s'ofereix la corona a Pere de Portugal, net de Jaume II d'Urgell, el qual, donades les seves limitacions, s'alia amb el duc de Borgonya, enemic de Lluís XI de França. Aragonesos, valencians i mallorquins, mentrestant, presten suport a Joan el Sense Fe, a més dels buscaires i remences i alguns nobles i clergues. Bernat Saportella, diputat del Principat de Catalunya, es posa al costat del rei.

## Antecedents
Després de la pèrdua de l'estratègica plaça de Vilafranca del Penedès l'agost del 1464, Pere de Portugal, proclamat el gener d'aquell any com a nou sobirà del Principat de Catalunya per les institucions catalanes contraries a Joan II d'Aragó, va reunir a Barcelona un contingent nodrit de tropes per fer front a la previsible ofensiva de les forces realistes fidels a Joan II. A principis de gener de 1465 van iniciar el setge de Cervera i quan Pere de Portugal va tenir notícia que les forces assetjadores al comandament del comte de Prades anaven a rebre el reforç d'un nou contingent comandat pel joveníssim príncep hereu Ferran el Catòlic, que llavors només comptava amb tretze anys, va sortir des de Vic, on havia establert la seva caserna general, per a Cervera. El seu exèrcit acabava de ser reforçat amb tropes portugueses i borgonyones i comptava amb els caps militars més destacats: Pere d'Eça, Beltrán i Joan d'Armendáriz, el comte de Pallars, Guerau de Cervelló, el baró de Cruïlles, el vescomte de Rocabertí i el vescomte de Roda.
A trobar-lo va sortir l'exèrcit realista que també comptava amb els seus capitans més importants. Al costat del comte de Prades i del seu fill Joan Ramon Folch III, hi havia l'arquebisbe de Tarragona, el comte de Mòdica, l'infant Enrique comte d'Empúries i el castellà d'Amposta Bernat Hug de Rocabertí ―només faltava el senyor Alfonso de Aragón, fill natural de Joan II―. L'enfrontament a camp obert es va produir el 28 de febrer entre Prats de Rei i Calaf.

## Batalla
La batalla tingué lloc el 28 de febrer del 1465 a Calaf entre l'exèrcit de Pere el Conestable de Portugal, que comandaven Jofre de Rocabertí i de Montcada juntament amb Bernat Gilabert II de Cruïlles contra els partidaris de Joan el Sense Fe comandats per l'aragonès Fernando de Rebolledo i Joan Ramon Folc IV de Cardona.
Les tropes realistes van cobrar un avantatge inicial que resultaria decisiu quan les hosts comandades pel comte de Prades i el castellà d'Amposta van trencar l'avantguarda de l'exèrcit de Pere de Portugal formada per tropes borgonyones. Aquest es va veure incapaç de maniobrar en quedar envoltat i va acabar sent dispersat per les forces realistes. L'arribada de la nit va ser el que va evitar que l'exèrcit de Pere de Portugal fos derrotat completament, però no va impedir que els seus principals caps fossin fets presoners. Només el mateix Pere de Portugal va aconseguir fugir, disfressat.

## Conseqüències
Segons els dietaris de la Generalitat de Catalunya, foren fets presoners els vescomte de Rocabertí, el vescomte de Roda, el cosí germà del rei Pere, Pere de Portugal, mossèn Guerau de Cervelló, governador de Catalunya, el noble Bernat Gilabert de Cruïlles, i alguns altres.
Joan II va perdonar la vida als caps rebels fets presoners, entre ells Hug Roger III de Pallars Sobirà. Jaume Vicens Vives comenta que «potser el 1463 la sort d'aquests personatges hauria estat rubricada pel patíbul. Però el 1465 Joan II es proposava ser més caut, prudent i magnànim. Com a Lleida, per sentiment o càlcul, es va proposar de ser rei de tots els catalans».
Segons aquest mateix historiador, «el triomf de Calaf va assenyalar un punt decisiu a la guerra revolucionària. Aragó, València, Mallorca i Sicília, fins aleshores més o menys expectants, es van lliurar decididament a la causa real». A la ciutat de València, per exemple, es va celebrar una solemne processó per festejar la victòria i els seus jurats es van afanyar a concedir dos préstecs al rei Joan II per valor de 68.000 sòlids, exemple que van seguir Saragossa, Palerm i Messina.
Per la seva banda Pere de Portugal, per compensar el desastre de Calaf, va dirigir un exèrcit per conquerir la Bisbal, punt estratègic de les comunicacions entre Girona i la costa i que estava defensat pel bisbe de Girona Joan Margarit. La plaça va capitular el 7 de juny. «Èxit que va ser corejat com un triomf extraordinari, però que no dissimulava la gravetat de la situació. El príncep mateix s'exclamava que tenia la gent “pobre i desfeta”», comenta Jaume Vicens Vives.
El 17 de juliol de 1465, Alfons d'Aragó i d'Escobar va prendre Igualada.